# Nikolaï Korobov
Nikolaï Michailovitch Korobov, russe : Николай Михайлович Коробов, transcription anglaise Nikolay Korobov, né le 23 novembre 1917 à Moscou, où il est mort le 25 octobre 2004, est un mathématicien russe, travaillant en théorie des nombres et sur les séries trigonométriques.

## Biographie
Korobov gagne les olympiades de mathématiques de Moscou en 1935, puis étudie à l'université Lomonossov, avec un diplôme obtenu en 1941. Soldat pendant la Seconde Guerre mondiale, il enseigne dans une académie militaire. En 1948 il soutient son doctorat sous la supervision d'Alexandre Gelfond an der Lomonossow-Universität promoviert.  Il obtient son habilitation universitaire en 1953 et devient professeur à l'université Lomonossov en 1955. Parallèlement, il est membre de l'Steklow-Institut depuis 1948 et enseigne, en plus de l'université Lomonossov, à diverses écoles supérieures à Moscou, à savoir l'Université pédagogique d'État de Moscou, l'Université technique d'État de Moscou-Bauman (Bauman MSTU) et l'Institut de génie énergétique de Moscou.
Il est le directeur de thèse d'Anatoli Karatsouba et Igor Shparlinski.

## Travaux (sélection)
- (ru) Теоретико-числовые методы в приближенном анализе (Number-theoretic methods in approximate analysis), Moscou, Moskovskiĭ Tsentr Nepreryvnogo Matematicheskogo Obrazovaniya,‎ 2004, 285 p. (ISBN 5-94057-133-6, zbMATH 1143.65024).
- (en) Yu. N. Shakhov responsabilité1=traducteur, Exponential sums and their applications, Dordrecht, Kluwer Academic Publishers, coll. « Mathematics and Its Applications. Soviet Series » (no 80), 1992, xv +  209 (zbMATH 0754.11022).
- (ru) Тригонометрические суммы и их приложения (Trigonometric sums and their applications), Moscou, Nauka, coll. « Mathematics and Its Applications. Soviet Series » (no 80),‎ 1989, 240 p. (zbMATH 0665.10026).

## Distinctions
Korobov est lauréat de la Médaille Tchebychev en or , en 1957